# Orthonevra
Genre
Synonymes
- Campeneura Rondani, 1856
- Camponeura Sack, 1928
- Cryptineura Bigot, 1859
- Cryptoneura Bigot, 1882

Orthonevra est un genre de diptères de la famille des Syrphidae, de la sous-famille des Eristalinae, de la tribu des Brachyopini et de la sous-tribu des Brachyopina.

## Espèces
- Orthonevra auritarsis Bradescu, 1992
- Orthonevra brevicornis (Loew, 1843)
- Orthonevra elegans (Wiedemann in Meigen, 1822)
- Orthonevra erythrogona (Malm, 1863)
- Orthonevra frontalis (Loew, 1843)
- Orthonevra gemmula (Violovitsh, 1979)
- Orthonevra geniculata (Meigen, 1830)
- Orthonevra incisa (Loew, 1843)
- Orthonevra intermedia (Lundbeck, 1916)
- Orthonevra montana Vujic, 1999
- Orthonevra nobilis (Fallén, 1817)
- Orthonevra onytes (Séguy, 1961)
- Orthonevra plumbago (Loew, 1840)
- Orthonevra shusteri Bradescu, 1993
- Orthonevra stackelbergi Thompson & Torp, 1982
- Orthonevra tristis (Loew, 1781)